# Août 1786

## Événements

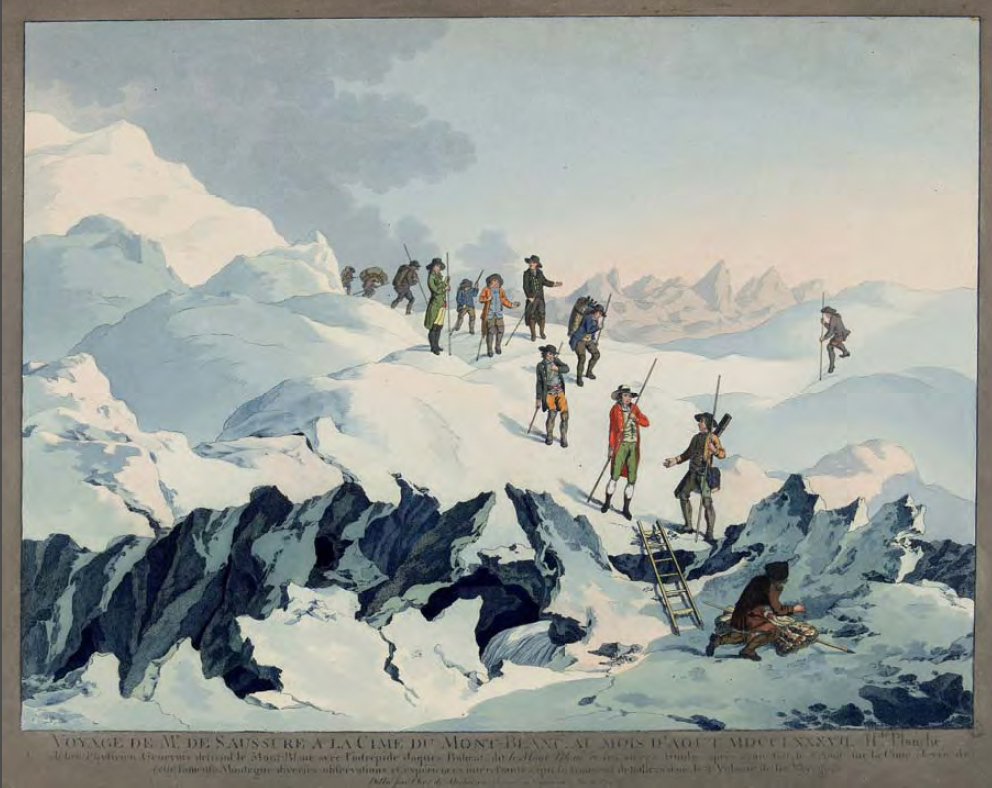
8 août : ascension du mont Blanc.

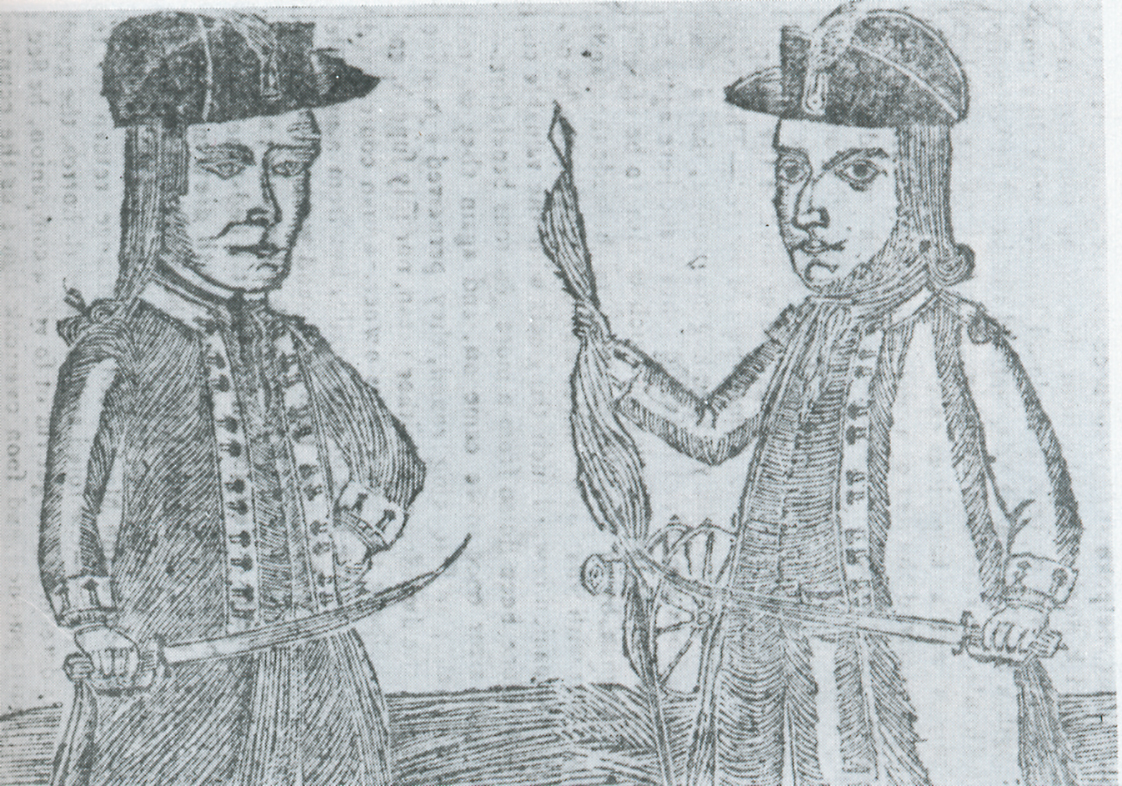
29 août : révolte de Shays

- James Rumsey essaye son premier bateau à vapeur sur le fleuve Potomac à Shepherdstown (Virginie-Occidentale).

- 2 août, Provinces-Unies : les patriotes prennent le pouvoir à Utrecht. À la suite de heurts à Utrecht, Amsterdam et Rotterdam, les patriotes néerlandais purgent les magistrats orangistes et des « tièdes » dans la plupart des grandes villes (été 1786-été 1787). Guillaume V d'Orange-Nassau se ressaisit grâce à l’argent britannique et reprend le contrôle des petites villes patriotes de Hatten et Elburg en Gueldre. En réponse, les États de Hollande lui retirent son commandement militaire sur les troupes provinciales (22 septembre)[1].
- 8 août : 1re ascension du mont Blanc par Jacques Balmat et le docteur Michel Paccard[2].
- 11 août, Malaisie : le sultan de Kedah, qui cherche de l’aide contre les Siamois, loue l’île de Penang à la Compagnie anglaise des Indes orientales, qui en fait un port franc[3].
- 17 août : mort de Frédéric II de Prusse à Potsdam et début du règne de son neveu Frédéric-Guillaume II de Prusse (fin en 1797)[4].
- 18 août : 
  - Reykjavik, alors peuplée de 302 habitants, reçoit une charte de ville marchande de la couronne danoise[5].
  - Le gouvernement de George III du Royaume-Uni décide d’implanter une colonie pénitentiaire en Nouvelle-Galles du Sud (Australie)[6].
- 20 août, France : réformes administratives et fiscales de Calonne inspirées de celle de Turgot. Création de la subvention territoriale, impôt foncier payable par la noblesse et le clergé, transformation de la corvée des taillables par un impôt en argent, suppression des douanes intérieures, liberté de commerce des grains, création d'assemblées provinciales et municipales élues au suffrage censitaire sans distinction d'ordre.
- 29 août : début de la révolte de Shays, soulèvement des fermiers surendettés à l’ouest du Massachusetts[7]. Ils entravent l’action de la justice dans les affaires de saisie de propriétés pour dettes. Daniel Shays, à la tête de 700 fermiers armés, entre à Springfield où les juges doivent suspendre les audiences (septembre). La cour générale de Boston rédige alors le Riot Act contre les attroupements séditieux et suspend l’habeas corpus. Le mouvement est réprimé par une armée commandée par Benjamin Lincoln et financée par les négociants de Boston. Shays doit s’exiler dans le Vermont et ses compagnons commencent à se rendre. Des insurgés sont condamnés à mort. Shays sera amnistié en 1788.

## Naissances
- 17 août : David Stern Crockett, mort le 6 mars 1836 au siège de Fort Alamo, est un soldat, trappeur, et homme politique américain. Plusieurs fois élu représentant de l'État du Tennessee au Congrès, il devient un héros populaire de l'histoire des États-Unis, fréquemment surnommé Davy Crockett.
- 31 août : Michel-Eugène Chevreul (mort en 1889), chimiste français.

## Décès
- 17 août : Frédéric II de Prusse, roi de Prusse (°1712)